# Jelena Kolomina
Jelena Kolomina (* 24. Januar 1981 in Ridder) ist eine ehemalige kasachische Skilangläuferin.

## Werdegang
Kolomina nahm von 1998 bis 2019 an Wettbewerben der Fédération Internationale de Ski teil. Ihr erstes Weltcuprennen lief sie im Dezember 2000 in Santa Caterina, welches sie auf dem 42. Platz über 10 km Freistil beendete. Bei den nordischen Skiweltmeisterschaften 2001 in Lahti belegte sie den 38. Platz im 10-km-Skiathlon, den 37. Rang über 15 km klassisch und den 21. Platz im Sprint. Ihre besten Platzierungen bei den nordischen Skiweltmeisterschaften 2003 im Val di Fiemme waren der 26. Platz über 30 km Freistil und der vierte Rang mit der Staffel. Im Januar 2005 gewann sie bei der Winter-Universiade Bronze im Sprint. Ihre ersten Weltcuppunkte holte sie im Februar 2005 in Reit im Winkl mit dem 25. Platz über 10 km Freistil. Bei den folgenden nordischen Skiweltmeisterschaften 2005 in Oberstdorf waren der 26. Platz über 10 km Freistil und der siebte Rang mit der Staffel ihre besten Resultate. Im Dezember 2005 erreichte sie in Canmore mit dem siebten Rang im 15-km-Massenstartrennen ihre erste Top-Zehn-Platzierung im Weltcup. Dies war auch ihre bis dahin beste Platzierung bei einem Weltcuprennen. Ihre besten Ergebnisse bei ihrer ersten Olympiateilnahme 2006 in Turin waren der 19. Platz im 30-km-Massenstartrennen und der neunte Rang im Teamsprint. Die erste Tour de Ski 2006/07 beendete sie auf dem 31. Platz in der Gesamtwertung. Bei der Winter-Universiade 2007 in Pragelato gewann sie Silber im Sprint. Zwei Wochen später holte sie erneut Silber im Sprint, diesmal bei den Winter-Asienspielen 2007. Ihre beste Resultate bei den nordischen Skiweltmeisterschaften 2007 in Sapporo waren der 26. Platz über 10 km Freistil und der fünfte Rang zusammen mit Oxana Jatskaja im Teamsprint. Bei den nordischen Skiweltmeisterschaften 2009 in Liberec errang sie den 25. Platz im 15-km-Skiathlon und den zehnten Rang mit der Staffel. Die Tour de Ski 2009/10 beendete sie auf dem 18. Platz. Dabei erreichte sie bei der 10-km-Massenstartetappe den zweiten Platz und erreichte damit ihr bestes Resultat im Weltcup. Ihre besten Platzierungen bei den Olympischen Winterspielen 2010 in Vancouver waren der 27. Platz über 10 km Freistil und der neunte Rang mit der Staffel. Bei den heimischen Winter-Asienspielen 2011 gewann sie Silber im Sprint und im 15-km-Massenstartrennen. Gold holte sie mit der Staffel und zusammen mit Oxana Jatskaja im Teamsprint. Ihre besten Platzierungen bei den nordischen Skiweltmeisterschaften 2011 in Oslo waren der 20. Platz über 10 km klassisch und der 11. Rang mit der Staffel. Die Tour de Ski 2011/12 und 2012/13 schloss sie auf dem 26. und dem 36. Platz in der Gesamtwertung ab. Im Januar 2012 wurde sie kasachische Meisterin in Skiathlon und im Sprint. Bei den nordischen Skiweltmeisterschaften 2013 im Val di Fiemme kam sie auf den 58. Platz über 10 km Freistil, den 53. Rang im Skiathlon und den 15. Rang mit der Staffel. Ihre besten Resultate bei den Olympischen Winterspielen 2014 in Sotschi waren der 36. Rang über 10 km klassisch und der 16. Rang zusammen mit Anastasia Slonowa im Teamsprint. Ihren besten Platzierungen bei den nordischen Skiweltmeisterschaften 2015 in Falun waren der 37. Platz im 30-km-Massenstartrennen und der 12. Platz im Teamsprint. Bei den Winter-Asienspielen 2017 in Sapporo holte sie die Bronzemedaille über 10 km Freistil und jeweils die Silbermedaille im Sprint und über 5 km klassisch. Ihre beste Platzierung bei den Olympischen Winterspielen 2018 in Pyeongchang war der 33. Platz im 30-km-Massenstartrennen. Im März 2018 wurde sie in Schtschutschinsk kasachische Meisterin über 30 km klassisch.

## Teilnahmen an Weltmeisterschaften und Olympischen Winterspielen

### Olympische Spiele
- 2006 Turin: 9. Platz Teamsprint klassisch, 13. Platz Staffel, 19. Platz 30 km Freistil Massenstart, 25. Platz 15 km Skiathlon, 38. Platz Sprint Freistil
- 2010 Vancouver: 9. Platz Staffel, 11. Platz Teamsprint Freistil, 27. Platz 10 km Freistil, 28. Platz 15 km Skiathlon, 33. Platz 30 km klassisch Massenstart, 36. Platz Sprint klassisch
- 2014 Sotschi: 16. Platz Teamsprint klassisch, 36. Platz 10 km klassisch, 40. Platz 15 km Skiathlon, 46. Platz Sprint Freistil, 48. Platz 30 km Freistil Massenstart
- 2018 Pyeongchang: 33. Platz 30 km klassisch Massenstart, 54. Platz 15 km Skiathlon, 55. Platz Sprint klassisch, 63. Platz 10 km Freistil

### Nordische Skiweltmeisterschaften
- 2001 Lahti: 9. Platz Staffel, 37. Platz 15 km klassisch, 38. Platz 10 km Skiathlon
- 2003 Val di Fiemme: 4. Platz Staffel, 26. Platz 30 km Freistil, 40. Platz 15 km klassisch Massenstart, 45. Platz 10 km klassisch, 45. Platz 2×5 km Skiathlon
- 2005 Oberstdorf: 7. Platz Staffel, 26. Platz 10 km Freistil, 29. Platz 15 km Skiathlon, 35. Platz 30 km klassisch Massenstart, 36. Platz Sprint klassisch
- 2007 Sapporo: 5. Platz Teamsprint Freistil, 11. Platz Staffel, 26. Platz 10 km Freistil, 34. Platz 30 km klassisch Massenstart, 34. Platz 15 km Skiathlon, 48. Platz Sprint klassisch
- 2009 Liberec: 10. Platz Staffel, 25. Platz 15 km Skiathlon, 30. Platz 10 km klassisch, 35. Platz 30 km Freistil Massenstart, 59. Platz Sprint Freistil
- 2011 Oslo: 11. Platz Staffel, 20. Platz 10 km klassisch, 23. Platz 15 km Skiathlon, 34. Platz 30 km Freistil Massenstart, 41. Platz Sprint Freistil
- 2013 Val di Fiemme: 15. Platz Staffel, 53. Platz 15 km Skiathlon, 58. Platz 10 km Freistil
- 2015 Falun: 12. Platz Teamsprint Freistil, 37. Platz 30 km klassisch Massenstart, 42. Platz 15 km Skiathlon, 59. Platz 10 km Freistil

## Weltcup-Statistik
Die Tabelle zeigt die erreichten Platzierungen im Einzelnen.
- 1.–3. Platz: Anzahl der Podiumsplatzierungen
- Top 10: Anzahl der Platzierungen unter den ersten zehn
- Punkteränge: Anzahl der Platzierungen innerhalb der Punkteränge
- Starts: Anzahl gelaufener Rennen in der jeweiligen Disziplin
- Hinweis: Bei den Distanzrennen erfolgt die Einordnung gemäß FIS.

| Platzierung         | Distanzrennen a | Distanzrennen a | Distanzrennen a | Distanzrennen a | Distanzrennen a | Skiathlon Verfolgung | Sprint | Etappen- rennen b | Gesamt | Team c | Team c  |
| Platzierung         | ≤ 5 km          | ≤ 10 km         | ≤ 15 km         | ≤ 30 km         | > 30 km         | Skiathlon Verfolgung | Sprint | Etappen- rennen b | Gesamt | Sprint | Staffel |
| ------------------- | --------------- | --------------- | --------------- | --------------- | --------------- | -------------------- | ------ | ----------------- | ------ | ------ | ------- |
| 1. Platz            |                 |                 |                 |                 |                 |                      |        |                   |        |        |         |
| 2. Platz            |                 | 1               |                 |                 |                 |                      |        |                   | 1      |        |         |
| 3. Platz            |                 |                 |                 |                 |                 |                      |        |                   |        |        |         |
| Top 10              |                 | 2               | 1               |                 |                 |                      |        |                   | 3      |        | 14      |
| Punkteränge         | 1               | 12              | 3               | 1               | 1               | 10                   | 5      | 3                 | 36     | 6      | 18      |
| Starts              | 12              | 48              | 10              | 3               | 1               | 27                   | 43     | 9                 | 153    | 6      | 18      |
| Stand: Karriereende |                 |                 |                 |                 |                 |                      |        |                   |        |        |         |